# Thismia mullerensis
Thismia mullerensis là một loài thực vật có hoa trong họ Burmanniaceae. Loài này được Tsukaya & H.Okada mô tả khoa học đầu tiên năm 2005.